# رعد عويسات
رعد عويسات (27 أكتوبر 1986 - ) سباح من فلسطين. متخصص في سباحة الفراشة. تأهل عويسات للفوز بسباق 100 متر فراشة رجال، وكان أصغر مشارك فلسطيني عمرًا (17 عامًا) في الألعاب الأولمبية الصيفية 2004 في أثينا. حصل على مكان عالمي من الاتحاد الدولي للسباحة كجزء من برنامج التضامن الأولمبي.
شارك في مباراة واحدة ضد اثنين من السباحين لويس ماتياس من أنجولا وفرناندو ميدرانو من نيكاراغوا. قام بتقريب حقل صغير من ثلاثة إلى آخر مكان مع أبطأ وقت من1:01.60، ما يقرب من 11 ثانية من الرقم القياسي العالمي الذي سجله السباح الأمريكي إيان كروكر. فشل عويسات في التأهل إلى الدور نصف النهائي، حيث احتل المركز التاسع والخمسين في الدور الأول.

## روابط خارجية
- رعد عويسات على موقع الاتحاد الدولي للسباحة (الإنجليزية)
- رعد عويسات على موقع أوليمبيديا (الإنجليزية)